# Шилкинская ГЭС
Шилкинская гидроэлектростанция — проект ГЭС на реке Шилка, левой составляющей Амура, в Забайкальском крае. Предполагаемая мощность — 736 МВт, среднегодовая выработка — 2,9 млрд. кВт*ч. Полная и полезная ёмкость водохранилища соответственно 15,4 км³ и 8,8 км³. Благодаря ёмкому водохранилищу, могла бы эффективно бороться с наводнениями на верхнем Амуре.
В 1989 г. по проекту был выпущен первый этап ТЭО, но из-за распада СССР реализация проекта не была начата.

Схема затопления 